# Hustling for Health
Hustling for Health è un cortometraggio muto del 1919, diretto da Frank Terry e prodotto da Hal Roach che ha tra i suoi interpreti Stan Laurel. È il dodicesimo film girato dall'attore dopo il cortometraggio Do You Love Your Wife? girato sempre nel 1919.
Il cortometraggio fu distribuito il 2 febbraio 1919.

## Trama
Dopo aver perso un treno alla stazione, Stan viene invitato da un amico a casa sua per offrirgli pace e serenità.
Però Stan deve fargli alcuni favori durante il viaggio: portargli le valigie e trasportarlo in carrozza prendendo le briglie del cavallo.
Stan entra in casa e subito cominciano i guai: viene aggredito da una banda di femministe nel pieno di una delle loro riunioni organizzate dalla moglie dell'amico, deve badare a suo figlio, rovina accidentalmente il giardino del vicino: il Sig. Spotless...
Altro che pace e tranquillità: Stan abbandona il suo amico alla mercé di sua moglie e si mette a chiacchierare con una giovane vicina di casa, sotto una coltre di pioggia.

## Produzione
Il film fu prodotto da Hal Roach per la Rolin Films.

## Distribuzione
Distribuito dalla Pathé Exchange, il film - un cortometraggio di una bobina - uscì nelle sale cinematografiche USA il 2 febbraio 1919. In Argentina, fu ribattezzato con il titolo Ayudando a la salud.